# Anidorus nigrinus
Anidorus nigrinus är en skalbaggsart som först beskrevs av Ernst Friedrich Germar 1831.  Anidorus nigrinus ingår i släktet Anidorus, och familjen ögonbaggar. Arten är reproducerande i Sverige.